# Hrithik Roshan
Hrithik Rakesh Roshan (Mumbai, Maharashtra, Índia em 10 de janeiro de 1974) é um ator Indiano.

## Biografia
Hrithik Rakesh Roshan vem de uma família que há tempos já estava no mundo dos cinemas. Seu pai, Rakesh Roshan, hindu do Punjab, é diretor de cinema que, por sua vez, é filho do diretor musical Roshan. Sua mãe, Pinky, é filha de J. Om Prakash, produtor e diretor. Seu tio, Rajesh Roshan, é também diretor de música.
Estudou a infância toda na Bombay Scottish School, em Mumbai. Depois entrou na Sydenham College, onde graduou-se em comércio.

## Carreira

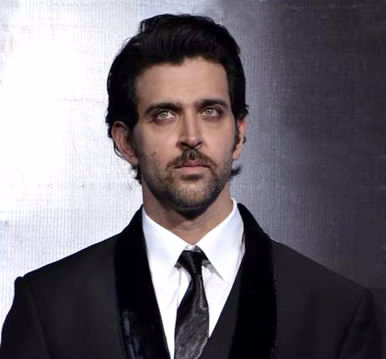
Roshan em 2013

Nos anos 80, ainda criança, Hrithik apareceu em três filmes, mas passou toda a década de 90 por trás das câmeras, como assistente do pai. No ano 2000, estrelou no filme Kaho Naa… Pyaar Hai, dirigido por seu pai, aparecendo como protagonista masculino ao lado de Amisha Patel. O filme acabou sendo o maior sucesso do ano, além de ter levado o prêmio de melhor filme no Filmfare Awards. Hrithik virou estrela da noite para o dia, levando ambos os prêmios de melhor ator estreante e melhor ator no mesmo Filmfare Awards. No mesmo ano ele ainda estrelou nos filmes Fiza, que também deu a Hrithik uma indicação ao prêmio de melhor ator, e em Mission Kashmir, que foi o terceiro maior sucesso do ano.
Em 2001, estrelou em Yaadein e Kabhi Khushi Kabhie Gham. Em 2002 estrelou três filmes, sendo eles Mujhse Dosti Karoge!, Na Tum Jaano Na Hum e Aap Mujhe Achche Lagne Lage.
No ano 2003, apareceu no filme de ficção científica Koi… Mil Gaya, dirigido por seu pai. Foi o maior sucesso do ano e deu a Hrithik o segundo prêmio de melhor ator no Filmfare Awards, além do prêmio de melhor ator dado pela crítica.
Depois em 2004 estrelou o filme Lakshya, e sua performance foi elogiada. Fez uma pausa em 2005, para em 2006 estrelar um dos maiores sucessos de sua carreira até agora, Krrish, uma continuação de Koi… Mil Gaya. Nesse filme ele interpreta um super-herói, o que foi super bem recebido pelos indianos que já viam ele naturalmente como tal. Krrish deu a ele vários prêmios.
Em 2006, finalmente, fez seu primeiro papel de vilão no filme Dhoom 2, no qual fez par com Aishwarya Rai. Esse filme foi o maior sucesso do ano e um dos maiores sucessos da história de Bollywood e deu a Hrithik o terceiro prêmio de melhor ator no Filmfare Awards.
Em 2007, não realizou nenhum filme para dedicar-se ao filho, mas retornou em 2008 com o de novo sucesso Jodhaa Akbar, de Ashutosh Gowariker, onde fez par de novo com Aishwarya Rai. Ele levou o quarto prêmio de melhor ator no Filmfare Awards com esse filme. Hrithik acaba de gravar filme Kites, no qual fará par com a atriz uruguaia, Bárbara Mori, (que conseguiu cidadania mexicana em 2002) e acaba de assinar um contrato com Sanjay Leela Bhansali para estrear de novo com Aishwarya no filme Guzarish o filme esta previsto para 2010. Além de "Guzarish" está no próximo filme de Imtiaz Ali.